# Mántaras
Mántaras (también llamada Santa María de Mántaras) es una parroquia del municipio de Irijoa, en la provincia de La Coruña, Galicia, España.

## Entidades de población
Entidades de población que forman parte de la parroquia:
- Casagrande (A Casagrande)
- Aldea de Cela
- Brañas (As Brañas)
- Baltar
- Follente
- Morgade
- Carbueiro (O Carboeiro)
- Casal (O Casal)
- Feal (O Feal)
- Oural (O Oural)
- Outeiro de Cela (O Outeiro de Cela)
- Salgueiral (O Salgueiral)
- Muiños (Os Muíños)
- Sobrado (O Sobrado)
- Tumbadoiro (O Tumbadoiro)
- Portogaín
- Pracín
- A Airoa de Arriba
- A Aldea
- A Casa de Fidalgo
- A Cotareña
- San Pedro

## Despoblado
- Airoa del Rey (A Airoa do Rei)

## Demografía
| Gráfica de evolución demográfica de Mántaras entre 2000 y 2018 |
|                                                                |
| Población de derecho según el padrón municipal del INE         |